# The Best of Glass Tiger
Air Time: The Best of Glass Tiger (también llamado The Best of Glass Tiger o simple Air Time) es el primer álbum recopilatorio de la banda de rock Glass Tiger. Contiene todos los sencillos que consiguieron estar en las listas de ventas, tanto en su nativa Canadá, como en los Estados Unidos.

## Lista de canciones
1. "Don't Forget Me (When I'm Gone)"  (Frew/Reid/Vallance) 4:05
2. "Thin Red Line"  (Frew/Reid/Connelly) 4:53
3. "Someday"  (Frew/Connelly/Vallance) 3:34
4. "I Will Be There"  (Frew/Hanson/Connelly) 3:23
5. "You're What I Look For"  (Frew/Connelly/Hanson) 3:48
6. "After The Dance"  (Frew/Reid/Connelly) 4:11
7. "Diamond Sun"  (Frew/Vallance) 5:21
8. "I'm Still Searching"  (Frew/Reid/Hanson) 3:56
9. "My Song"  with The Chieftains (Frew/Reid/Vallance) 3:23
10. "(Watching) Worlds Crumble"  (Frew/Reid/Vallance) 4:50
11. "Animal Heart"  (Connelly/Frew/Dvoskin) 3:49
12. "Blinded"  (Connelly/Frew/Dvoskin) 4:36
13. "Rhythm Of Your Love"  (Connelly/Frew) 4:36
14. "Rescued (By The Arms of Love)"  (Frew/Parker/Washbrook) 4:13
15. "Simple Mission"  (Frew/Reid) 4:34
16. "My Town"  with Rod Stewart (Connelly/Frew/Parker/Cregan) 4:48
17. "Touch Of Your Hand [Demo Versión]"  (Frew/Reid) 4:06

La canción "After The Dance," es exclusiva de esta recopilación, esto es previo al indisponible demo de la versión de  "Touch Of Your Hand."

## Créditos

### Producción
- Productores: Jim Cregan, Jim Vallance, Sam Reid, Tom Werman
- Productor asociado: Sam Reid
- Diseño de paquete: Rodney Bowes

## Certificaciones
| País   | Asociación                              | Certificación | Ventas  |
| ------ | --------------------------------------- | ------------- | ------- |
| Canadá | Canadian Recording Industry Association | Oro           | 40.000+ |

## Posiciones en listas

### Sencillos
| Año  | Título               | Lista |
| Año  | Título               | CAN   |
| ---- | -------------------- | ----- |
| 1991 | «Touch of Your Hand» | 34    |